# Перебійна
Перебійна (рос. Перебойна, Перебойная) — річка в Україні на території Херсонської міської ради Херсонської області. Правий рукав річки Конки та лівий рукав річки Дніпра (басейн Чорного моря).

## Опис
Довжина річки приблизно 2,66 км, найкоротша відстань між витоком і гирлом — 1,08  км, коефіцієнт звивистості річки — 2,46.

## Розташування
Витікає з правого берега річки Конки на західній стороні від міста Олешки. Спочатку тече переважно на північний схід, потім тече переважно на південний захід і на південній частині міста Херсон впадає у річку Дніпро проти колишньої пристані Шерстомийна.